# Colossendeis cucurbita
Colossendeis cucurbita är en havsspindelart som beskrevs av Cole, L.J. 1909. Colossendeis cucurbita ingår i släktet Colossendeis och familjen Colossendeidae. Inga underarter finns listade i Catalogue of Life.